# Mona Keijzer
Maria Cornelia Gezina "Mona" Keijzer (Edam, 9 de outubro de 1968) é uma política neerlandesa. É membro do Apelo Democrata-Cristão (Christen-Democratisch Appèl, CDA). Foi membro da Segunda Câmara, entre 2012 e 2017 e, depois, entre 31 de março de 2021 e 27 de setembro de 2021, e secretária de Estado para Assuntos Econômicos e Política Climática, entre 2017 e 2021. É a atual ministra da Habitação e de Planeamento Urbano e parte do gabinete de vice-primeiros-ministros desde 2 de julho de 2024.

## Biografia

### Anos iniciais
Nasceu em Edam, na província da Holanda do Norte, em 9 de outubro de 1968. Cresceu em uma família católica em Volendam. Estudou administração pública jurídica e direito público na Universidade de Amsterdã. Em 2006, exerceu a advocacia na área do direito administrativo e atuou como mediadora no escritório de advocacia e notário Abma Schreurs Advocaten en Notarissen, em Purmerend.

### Carreira política

#### Começo
De 1994 a 1998, foi membro do CDA no conselho de Waterland, nos últimos dois anos como líder do partido e vice-prefeita de Waterland. Em 2007, tornou-se chefe de departamento de Purmerend.
Foi vice-presidente da Comissão nacional do CDA para as eleições locais de 2002 e presidente da mesma Comissão para as eleições locais de 2010. Em 2012, foi membro do Conselho de Estratégia do CDA que apresentou propostas para um novo rumo para o partido nos próximos 10 a 15 anos e do Conselho do CDA na Holanda do Norte.

#### Eleições para a Segunda Câmara
Em 2012, contestou a eleição da liderança do CDA na tentativa de se tornar a líder do partido (lijsttrekker) para as eleições gerais. Embora tenha tido um desempenho inesperadamente bom nas eleições, mas Sybrand van Haersma Buma foi a escolhida. Em segundo lugar na lista de candidatos, foi eleita para a Segunda Câmara, recebendo 127 446 votos. Foi reeleita nas eleições gerais de 2017 com 165 384 votos.

#### Gabinete de governo

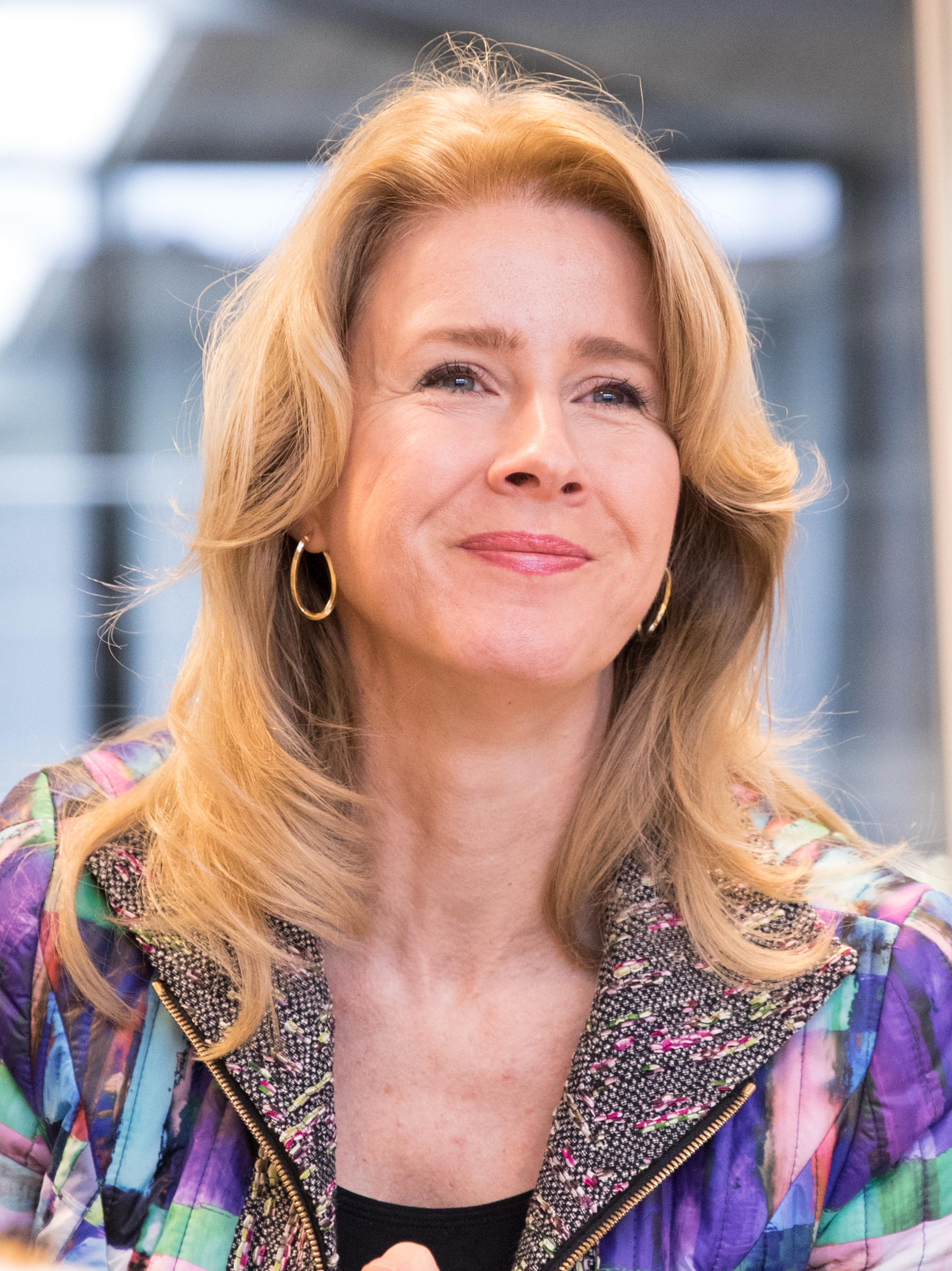
Em 2017.

Em 26 de outubro de 2017, foi nomeada secretária de Estado para Assuntos Econômicos e Política Climática no terceiro gabinete do primeiro-ministro Mark Rutte e foi responsável pela política do consumidor, pequenas e médias empresas (PME), telecomunicações, regulação dos Correios e do mercado.

#### Demissão
Em 25 de setembro de 2021, foi demitida de seu cargo no gabinete de governo depois de criticar publicamente a posição do próprio gabinete sobre as medidas contra o COVID-19. Embora as demissões forçadas não sejam inéditas, ser removido de um cargo no gabinete de governo tem poucos precedentes. A última vez que um membro do gabinete foi demitido foi em 1975, embora nesse caso Jan Glastra van Loon tenha sido autorizado a renunciar. Antes de sua dispensa, nenhum outro membro do gabinete havia sido demitido desde a Segunda Guerra Mundial. Os meios de comunicação informaram que ela se recusou a renunciar. Renunciou também à Segunda Câmara dois dias depois.

#### Ministério da Habitação e de Planeamento Urbano
Depois que o Partido pela Liberdade (Partij voor de Vrijheid, PVV), o Partido Popular para a Liberdade e Democracia (Volkspartij voor Vrijheid en Democratie, VVD), o New Social Contract (Nieuw Sociaal Contract, NSC) e o Movimento Agricultor-Cidadão (BoerBurgerBeweging, BBB) formaram o gabinete do primeiro-ministro Dick Schoof, foi empossada como quarta vice-primeira-ministra e como ministra da Habitação e Planeamento Urbano, em 2 de julho de 2024. O Ministério da Habitação e Planeamento Urbano foi simultaneamente restabelecido após suas responsabilidades terem sido tratadas por diferentes ministérios desde 2010. Ela sucedeu Hugo de Jonge, que atuou como ministro sem pasta.
Foi encarregada de supervisionar a construção de cem mil casas por ano em resposta à escassez de moradias — que era a mesma meta definida para seu antecessor. O acordo de coalizão incluiu um bilhão de euros em financiamento anual para esse propósito pelos próximos cinco anos. Em dezembro de 2024, organizou uma cúpula sobre habitação na qual um acordo foi firmado com organizações que representam governos regionais, corporações de habitação, investidores, desenvolvedores e a indústria da construção. Incluiu a construção acelerada de 75 000 unidades habitacionais em vários locais. Os signatários se comprometeram a cooperar mais estreitamente, enquanto o governo reduziria as regulamentações. O acordo reafirmou a exigência do seu antecessor de que dois terços das novas construções deveriam ser acessíveis, apesar da oposição do setor privado. No entanto, a restrição seria aplicada regionalmente em vez de para cada projeto.

## Vida pessoal
É casada com um médico urologista e tem cinco filhos. Mora em Ilpendam e pertence à Igreja Católica. Seu sogro é um ex-vereador de Waterland do CDA.